# Česko-řecké vztahy
Česko-řecké vztahy jsou bilaterální vztahy mezi Českem a Řeckem. Diplomatické styky mezi Řeckem a bývalým Československem byly navázány v roce 1920 –⁠ po založení Československa. Česko a Řecko navázaly diplomatické styky 1. ledna 1993. Česko má velvyslanectví v Athénách a Řecko má velvyslanectví v Praze. Obě země jsou členy Evropské unie, NATO, OECD, OBSE, Rady Evropy a Světové obchodní organizace.
Český vojenský kontingent se účastnil mise NATO na pomoc Řecku při zajišťování bezpečnosti během letních olympijských her v roce 2004.
V prosinci 2015 byl řecký diplomat Panayotis Sarris nakrátko odvolán z Prahy do Athén kvůli nepochopenému veřejnému prohlášení českého prezidenta Miloše Zemana, který hovořil o důsledcích evropské dluhové krize.

## Diplomacie

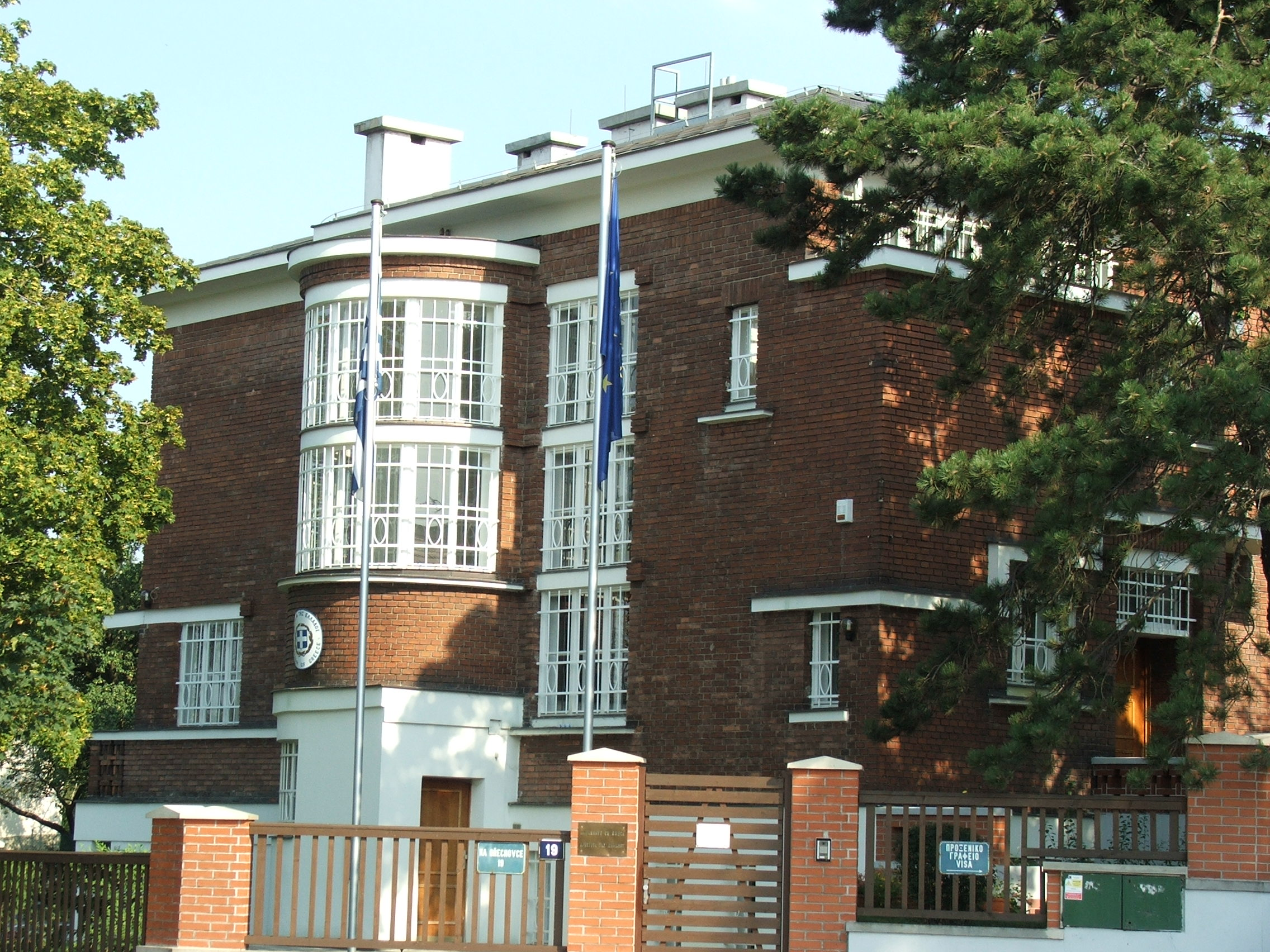
Velvyslanectví Řecka v Praze

| Česká republika - Athény (velvyslanectví) | Řecká republika - Praha (velvyslanectví) |